# Fundacja Szkoła z Klasą

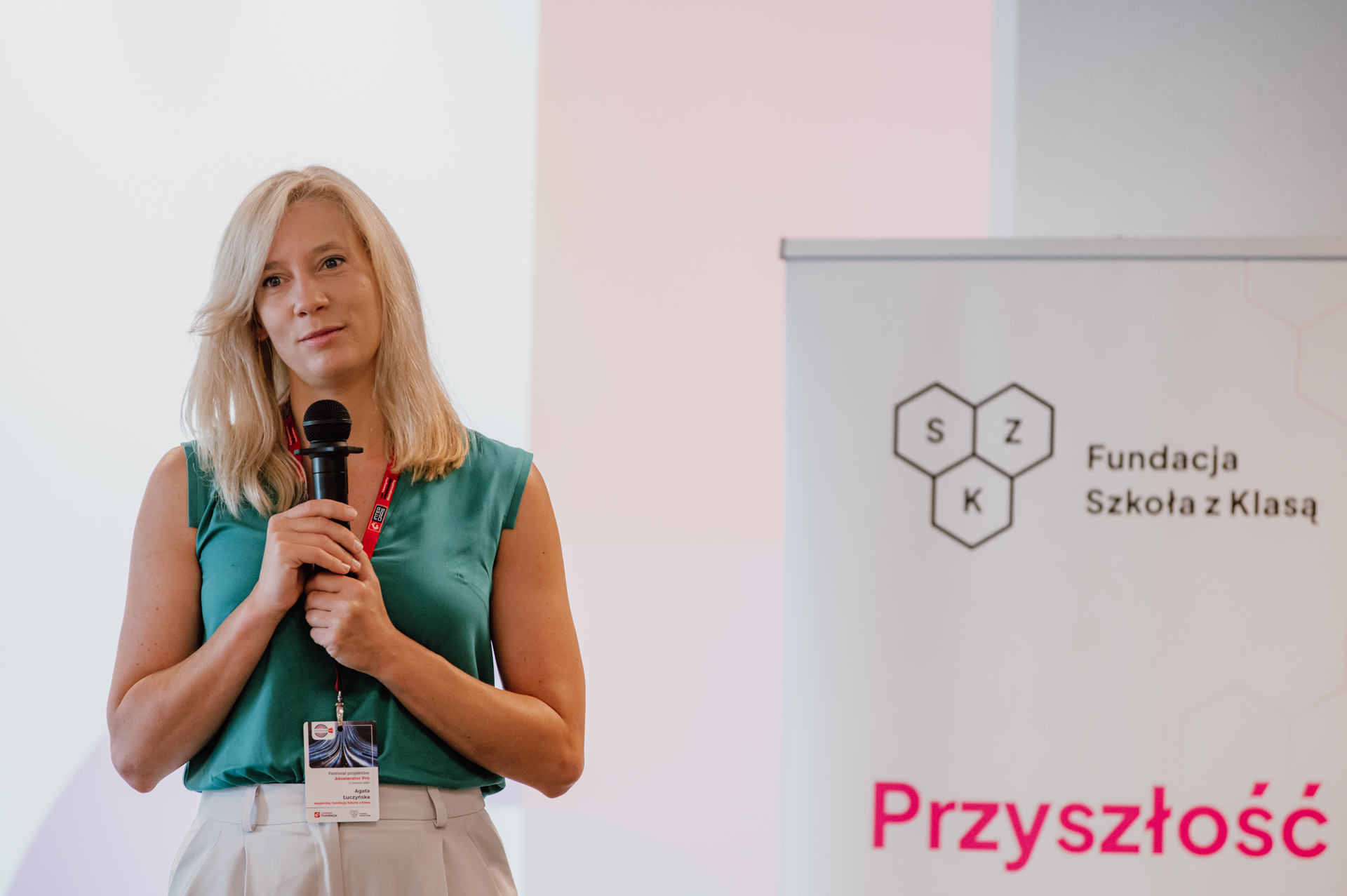
Agata Łuczyńska, prezeska zarządu

Fundacja Szkoła z Klasą – edukacyjna organizacja pozarządowa, działająca od 2015 r. 

## Opis
Fundacja Szkoła z Klasą powstała w 2015 roku na bazie doświadczeń z akcji społecznej Szkoła z Klasą. Wspiera nauczycielki i nauczycieli we wprowadzaniu do szkół innowacji edukacyjnych i nowych metod pracy, aby zapewnić młodym pokoleniom odpowiednią edukację. Łączy środowiska szkolne, biznesowe i organizacje pozarządowe. W ramach realizowanych programów przygotowuje bezpłatne materiały dydaktyczno-pedagogiczne takie jak: scenariusze lekcji, raporty badań, publikacje, pomocne w pracy osób nauczycielskich.
Działania Fundacji skierowane są do: placówek szkolnych, oświatowych, świetlic środowiskowych i bibliotek. Uczestnikami programów są osoby zajmujące się edukacją m.in.: dyrektorzy, nauczyciele, kadra psychologiczno-pedagogiczna, nauczyciele świetlic szkolnych.
Do roku 2023 w programach Fundacji wzięło udział ponad 9500 szkół, 120 tysięcy nauczycieli, nauczycielek i ponad milion uczennic i uczniów.

## Działalność Fundacji
Od samego początku działania Fundacji są planowane na podstawie nowo pojawiających się w środowisku szkolnym potrzeb i wyzwań. Tak też było od początku istnienia programu Szkoła z Klasą, który zmieniał się na przestrzeni lat i wspierał nauczycieli i nauczycielki m.in. w mądrym korzystaniu z technologii informacyjno-komunikacyjnych (TIK), czy we wdrażaniu metod (design thinking, agile, projekt edukacyjny, odwrócona lekcja) wspierających sprawczość i zaangażowanie uczniów i uczennic.
W 2018 roku fundacja wraz z partnerem Google wystartowała z  bezpłatnym projektem edukacyjnym Asy Internetu (ang. Be Internet Awesome),  który do roku 2024 został pod opieką Fundacji Szkoła z Klasą rozwinięty w 10 krajach Europy Środkowo-Wschodniej z licznymi partnerami. Program wyposaża nauczycieli w materiały pomocne w kształtowaniu cyfrowego obywatelstwa i umiejętności bezpiecznego korzystania z zasobów sieci wśród dzieci i młodzieży.  W czasie pandemii w ramach programu Asy Internetu trenerzy i trenerki promowali kreatywne używanie technologii do pracy z uczniami, dając środowisku nauczycielskiemu gotowe pomoce do prowadzenia lekcji.

W związku z negatywnymi doniesieniami na temat zdrowia psychicznego dzieci i młodzieży, w 2021 roku Fundacja uruchomiła program Szkoła Dobrostanu, którego celem było podniesienie świadomości roli szkoły we wzmacnianiu zdrowia psychicznego uczniów i uczennic, jak i całej społeczności szkolnej. Po inwazji Rosji na Ukrainę w 2022 r. Fundacja wraz z firmą Intel zidentyfikowała brak w polskich szkołach komputerów z dwujęzyczną klawiaturą i dostarczyła do nich tysiąc sztuk sprzętu dla dzieci z terenów objętych wojną. 

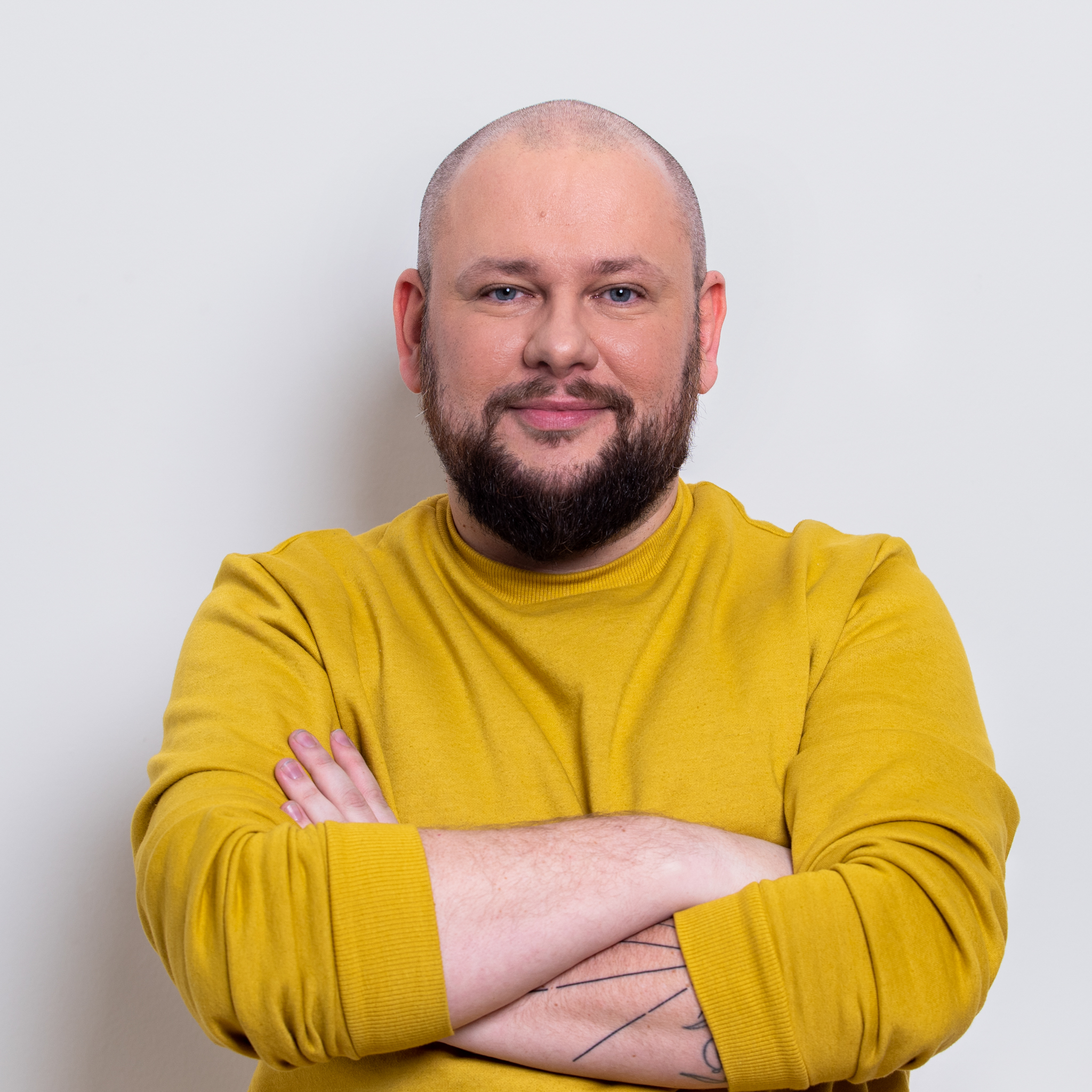
Michał Szeląg, wiceprezes zarządu

W tym samym roku rozpoczęła również realizację programu Razem w Klasie, w którym dzięki finansowemu wsparciu od Plan International, dotarła do ponad 2000 placówek szkolnych z wsparciem w temacie integracji klas wielokulturowych. Przeprowadziła badania potrzeb nauczycieli pracujących z klasami wielokulturowymi, stworzyła materiały edukacyjne i dydaktyczne do prowadzenia lekcji z dziećmi i młodzieżą oraz zorganizowała webinary i szkolenia, w których udział wzięło łącznie ponad 84 tys. nauczycieli. 
W 2022 roku w nawiązaniu do międzynarodowych badań dotyczących dobroczynnego wpływu praktyk uważności na pracę nauczycielską, Fundacja Szkoła z Klasą w ramach  AstraZeneca Young Health Programme wystartowała z programem Krople Uważności, w którym skupia się na dbaniu o wewnętrzną równowagę nauczycieli i nauczycielek poprzez pogłębienie wiedzy na temat technik mindfulness, praktykowaniu uważności i wymiany doświadczeń z ekspertami.   
W 2023 roku w związku z zauważalnymi dysproporcjami w wynikach  szkół ogólnokształcących a zawodowych (Badanie PISA) Fundacja wraz z Fundacją Inter Cars rozpoczęła realizację programu Akcelerator Pro. Zakłada on zindywidualizowane i systematyczne wsparcie metodyczne i merytoryczne nauczycieli szkół technicznych i branżowych w zakresie metodologii planowania i realizacji projektów edukacyjnych oraz zarządzania ich budżetem. 

## Władze i Rada Fundacji
Współzałożycielką Fundacji i prezeską zarządu jest Agata Łuczyńska. Wiceprezesem od 2023 r. jest Michał Szeląg, który zastąpił na tym stanowisku Martę Puciłowską-Schielmann. Organem kontrolnym Fundacji Szkoła z Klasą jest Rada Fundacji, w której skład wchodzą: Alicja Pacewicz, Piotr Pacewicz, Andrzej Szeniawski.    

## Cele statutowe Fundacji
Celami statutowymi Fundacji Szkoła z Klasą są:
- rozwijanie kompetencji XXI wieku w środowisku szkolnym;
- wzmacnianie kultury pracy szkoły przyjaznej, otwartej i zaangażowanej w rozwiązywanie problemów społecznych w skali lokalnej, krajowej, europejskiej i globalnej;
- zapewnianie dzieciom, młodzieży i dorosłym równego dostępu do dobrej jakości edukacji formalnej, nieformalnej oraz pozaformalnej,
- wspieranie nauczycieli/ek, dyrektorów/ek szkół, edukatorów/ek w rozwijaniu edukacji wspierającej kompetencje: krytycznego myślenia, pracy zespołowej, samodzielnego uczenia się;
- poprawa jakości kształcenia, doskonalenia i rozwoju zawodowego nauczycieli/ek, edukatorów/ek
- budowanie prestiżu zawodu nauczyciela, prezentowanie i promowanie działań dyrektorów/ek szkół, nauczycieli/ek i innych osób działających na rzecz dobrej edukacji w Polsce i zagranicą,
- wyrównywanie szans edukacyjnych dzieci i młodzieży,
- wzmacnianie obywatelskiej misji szkoły, budowanie więzi między szkołami a społecznościami lokalnymi[21].

## Obszary działania
Fundacja prowadzi programy służące wzmacnianiu kompetencji zawodowych nauczycieli i nauczycielek. Jej działania skupiają się wokół 5 kluczowych obszarów: 
1. angażującego środowiska uczenia się np.: program Szkoła z Klasą realizowany przy współpracy z Polsko-Amerykańską Fundacją Wolności, Edukacja Inspiracja[22] finansowany przez Fundacji EFC oraz Akcelerator PRO, który skierowany jest do szkół technicznych i branżowych;
2. wrażliwości społecznej i obywatelskiej: wyposaża nauczycieli w wiedzę i narzędzia do pracy w klasach wielokulturowych, prowadząc programy: Solidarność. Podaj Dalej!, Refugin, Razem w Klasie[23].
3. kompetencji cyfrowych i medialnych: realizuje działania międzynarodowe Be Internet Awesome[24] oraz rozwija misję projektu na rynku lokalnym Asy Internetu[25], wspierając w ten sposób osoby nauczycielskie w pracy z uczniami nad kompetencjami pozwalającymi dzieciom i młodzieży eksplorować internet w sposób bezpieczny i odpowiedzialny.  W 2024 roku zrealizowała międzynarodowy projekt edukacyjny Fake kNOw more[26] dotyczący wpływu emocji na podatność na dezinformację.
4. zdrowia psychicznego i fizycznego: w ramach programu AstraZeneca Young Health Programme aktualnie realizuje program Krople Uważności[27]. W latach poprzednich realizowała działania wspierajace środowisko szkolne we wzmacnianiu zdrowia psychicznego - Szkoła Dobrostanu[28] oraz promocji aktywności fizycznej WF z Klasą[29].

## Publikacje (wybór)
Fundacja Szkoła z Klasą w toku swojej działalności wraz z ekspertami tworzy, publikuje i udostępnia za darmo materiały na licencji CC-BY-SA 4.0 stanowiące bazę merytoryczną oraz dydaktyczną prowadzonych programów, z której korzystać mogą edukatorzy i edukatorki.
- „Sztuczna Inteligencja a zmiany w edukacji"[31]
- Raport programu Razem w Klasie[32]
- „Młodzi są zajechani" – raport z projektu Jesteśmy młodzi. O co nam chodzi?[33]
- „Od emocji do odporności na dezinformację”. Scenariusze zajęć dla dzieci i młodzieży[34]
- „Together in the Classroom. Children from Ukraine in Polish Schools". Research Report[35]
- Publikacja i materiały edukacyjne „Aktywni w mieście"[36]
- Solidarność. Podaj dalej! Scenariusze zajęć[37]

## Organizacje współpracujące
Działania Fundacji Szkoła z Klasą mają wymiar krajowy jak i międzynarodowy. Fundacja współpracowała lub współpracuje z organizacjami:
- polskimi: Fundacja EFC, Stowarzyszenie Demagog, Fundacja Edukacja dla Demokracji, Fundacja Inter Cars[39], Fundacja Edumind Uważność w Edukacji[40], Centrum Edukacji Obywatelskiej, Polsko-Amerykańska Fundacja Wolności, Fundacja Civis Polonus, Fundacja Batorego, Centrum Nauki Kopernik, Fundacja mBanku[41], FRSI (Fundacja Rozwoju Społeczeństwa Informacyjnego), Narodowe Centrum Kultury, Komisja Europejska, Biuro Edukacji m.st. Warszawy, Przedstawicielstwo Komisji Europejskiej w Polsce, Warszawskie Centrum Innowacji Edukacyjno-Społecznych i Szkoleń[42], Fundacja Dobrej Edukacji (FDE)[43], Szkoła Edukacji Polsko-Amerykańskiej Fundacji Wolności[44] i Uniwersytetu Warszawskiego;
- zagranicznymi i międzynarodowymi: Adfaber[45], Jules a Jim[46], Foundation for Research and Technology – Hellas(inne języki), Teach for Slovakia, Suradnici u učenju[47], King Baudouin Foundation, Asociación Smilemundo[48], Fakescape[49], Conservatoire National des Arts et Metiers, Université Toulouse – Jean Jaurès, Fachhochschule Salzburg GmbH, Universidad Rey Juan Carlos, Qualify Just – It Solutions and Consulting LDA, NHL Stenden University of Applied Sciences, Universal Learning Systems[50], Ilia State University, Lviv Open Lab[51], Science Center Ternopil[52], Obserwatorium Astrofizyczne Byurakan, Jinishian Memorial Foundation[53], La ligue de l’enseignement(inne języki), Centar Za Mirovne Studije[54], Arci APS, Humanitas[55], Associazione Del Tempo Scelto, GONG, European Civic Forum (ECF)[56], Music School of Heraklion[57], Nova Doba[58], Plan International, AstraZeneca, Intel, European Media and Information Fund[59], Google.org, Erasmus +.

## Galeria

Działania Fundacji Szkoła z Klasą
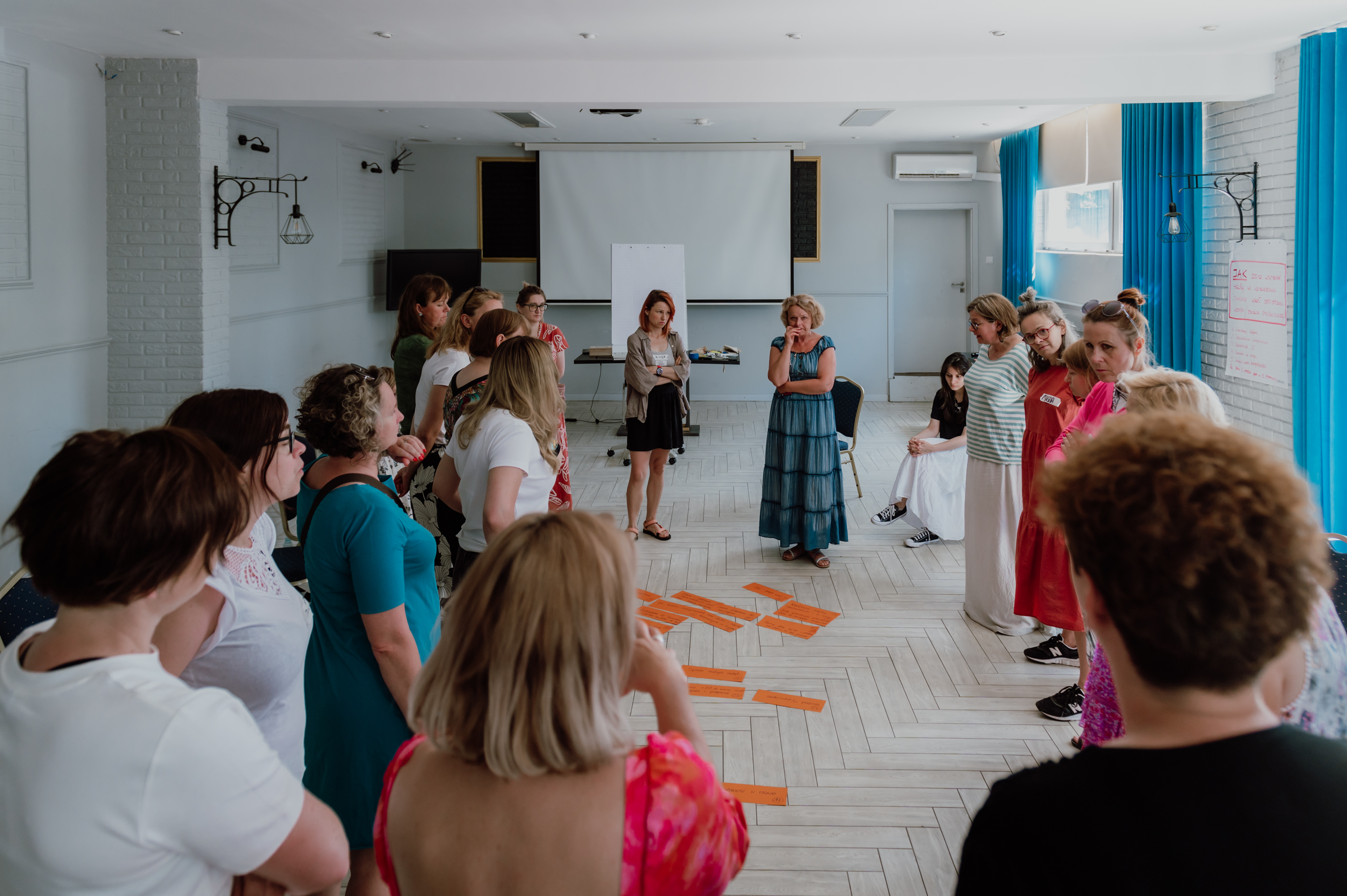
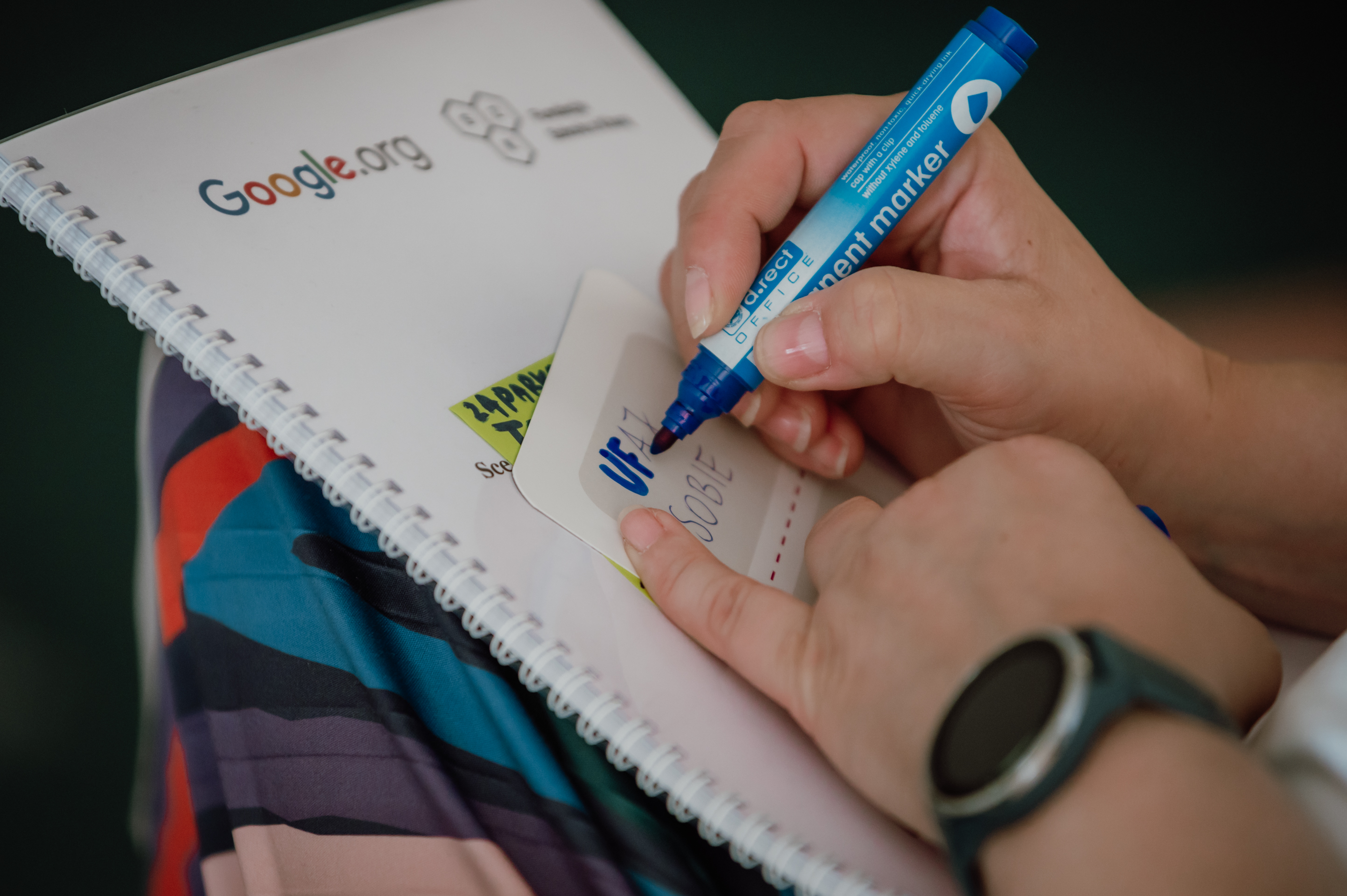
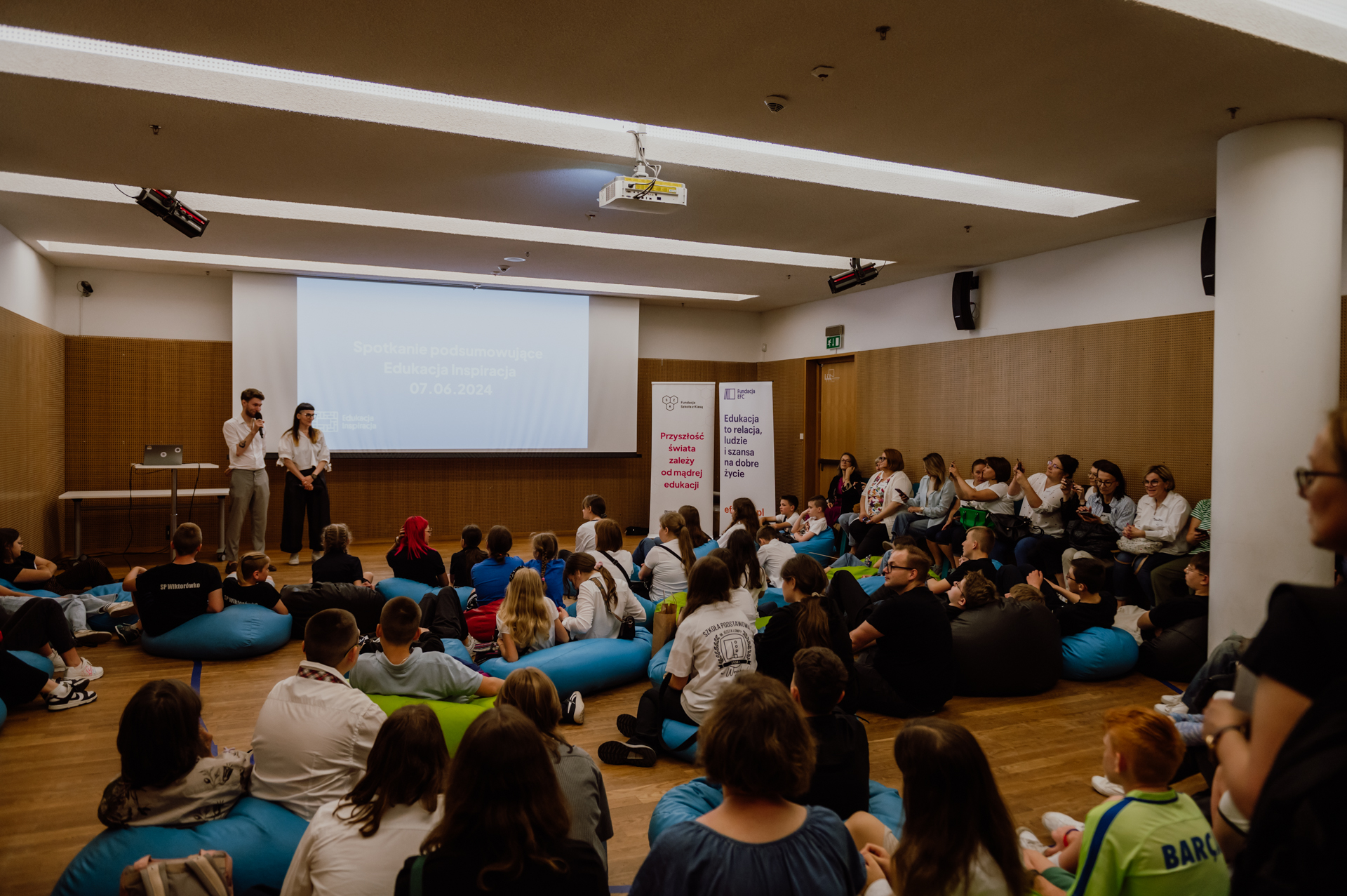
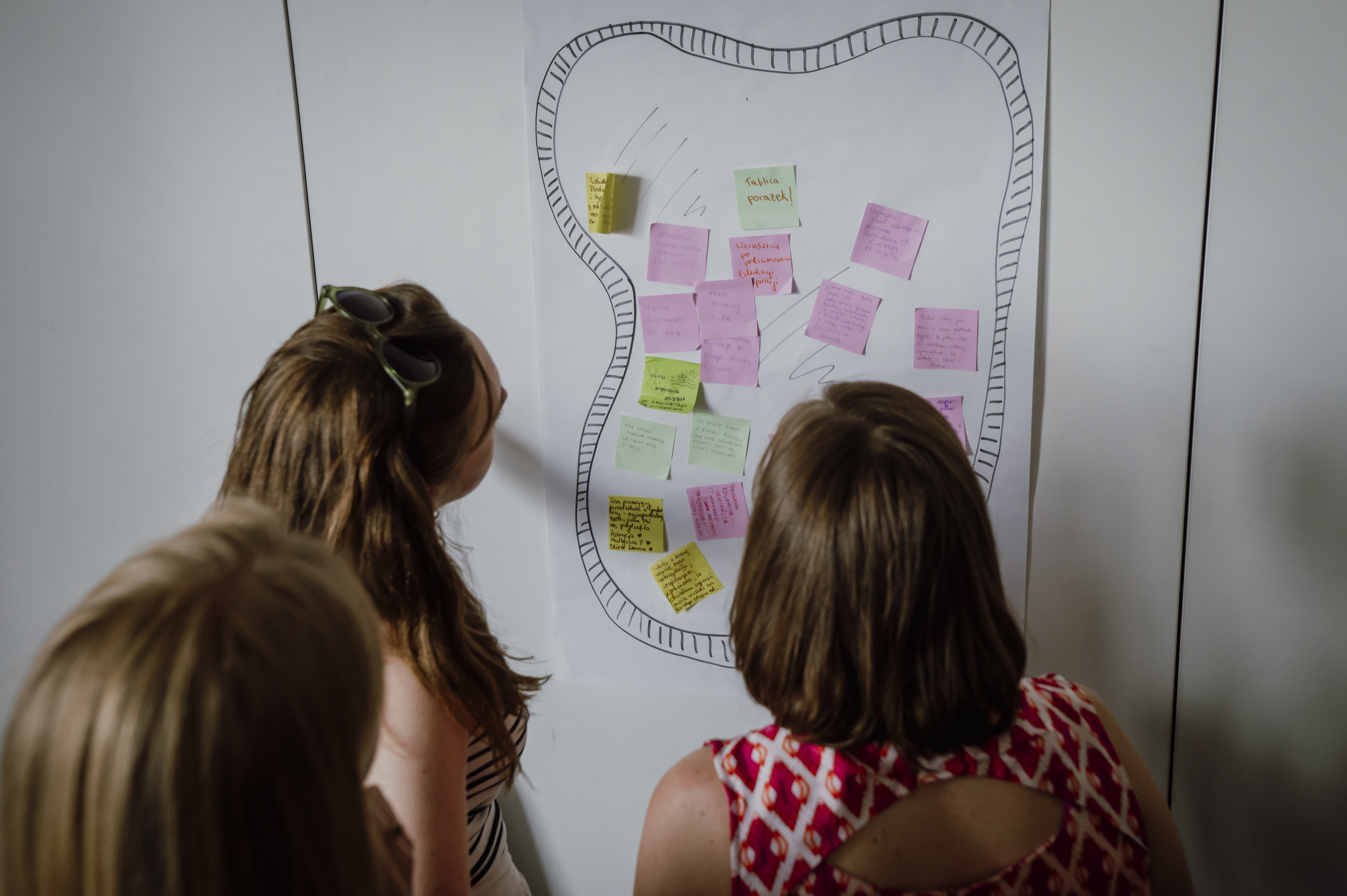
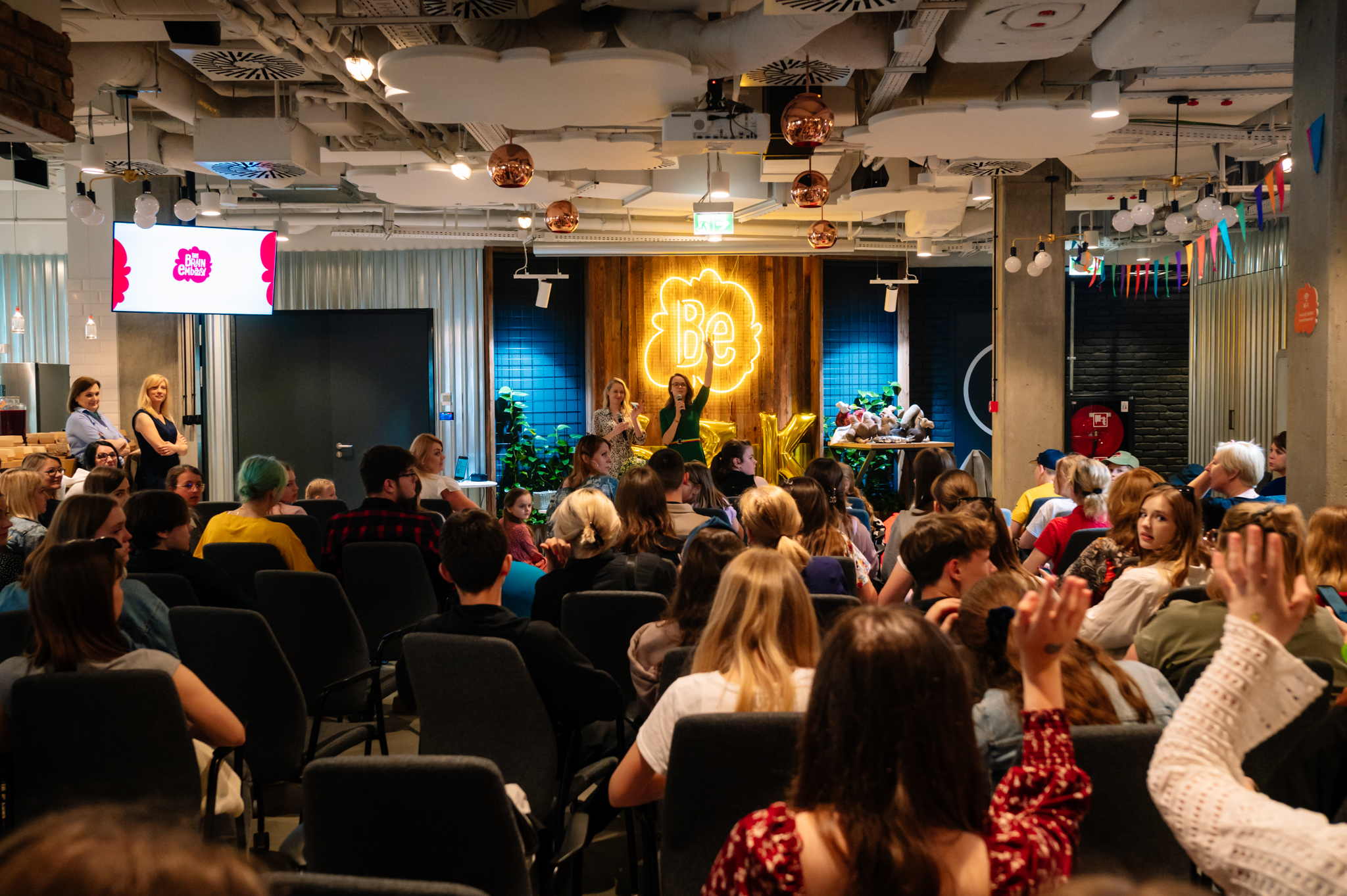
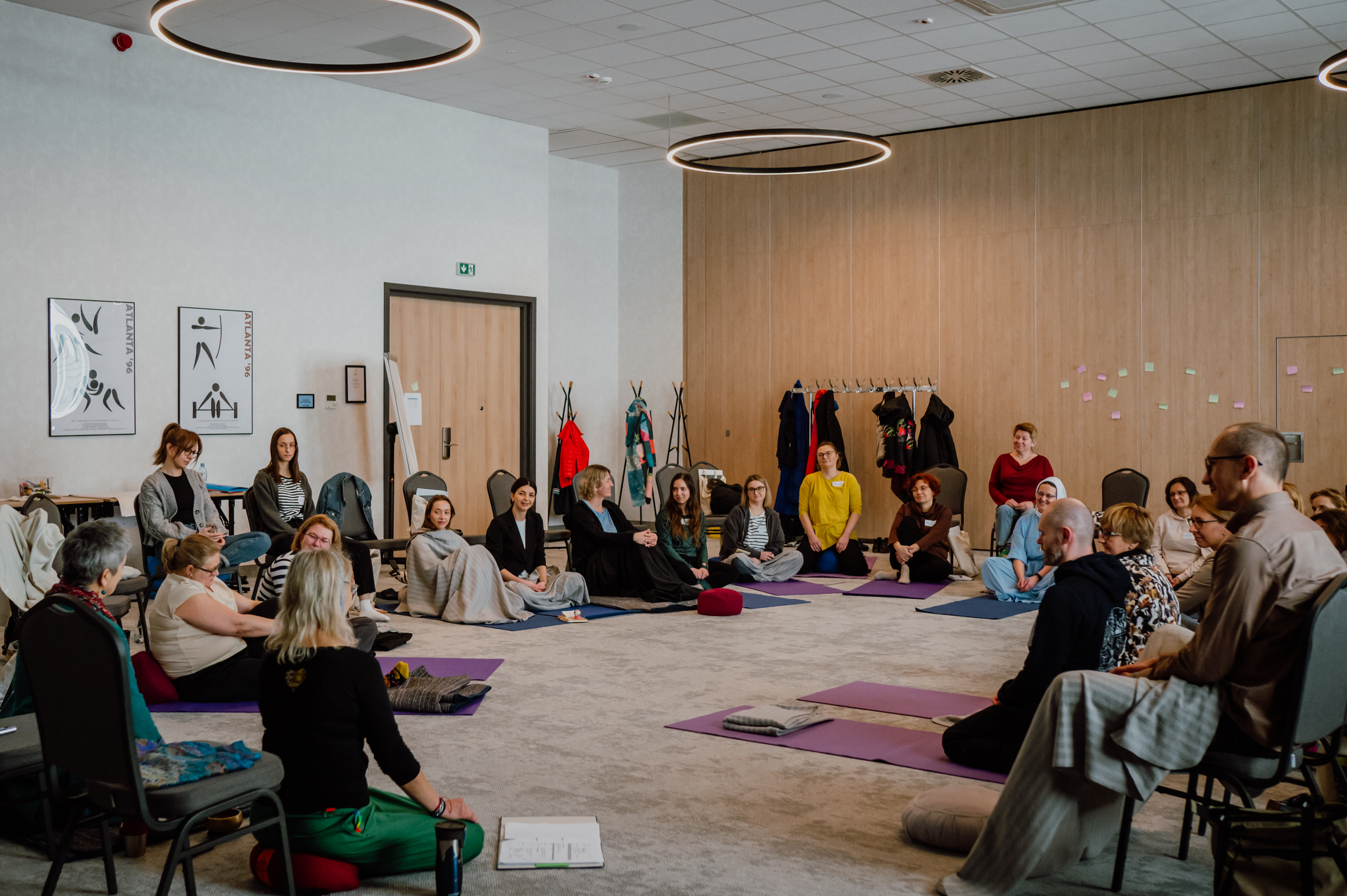
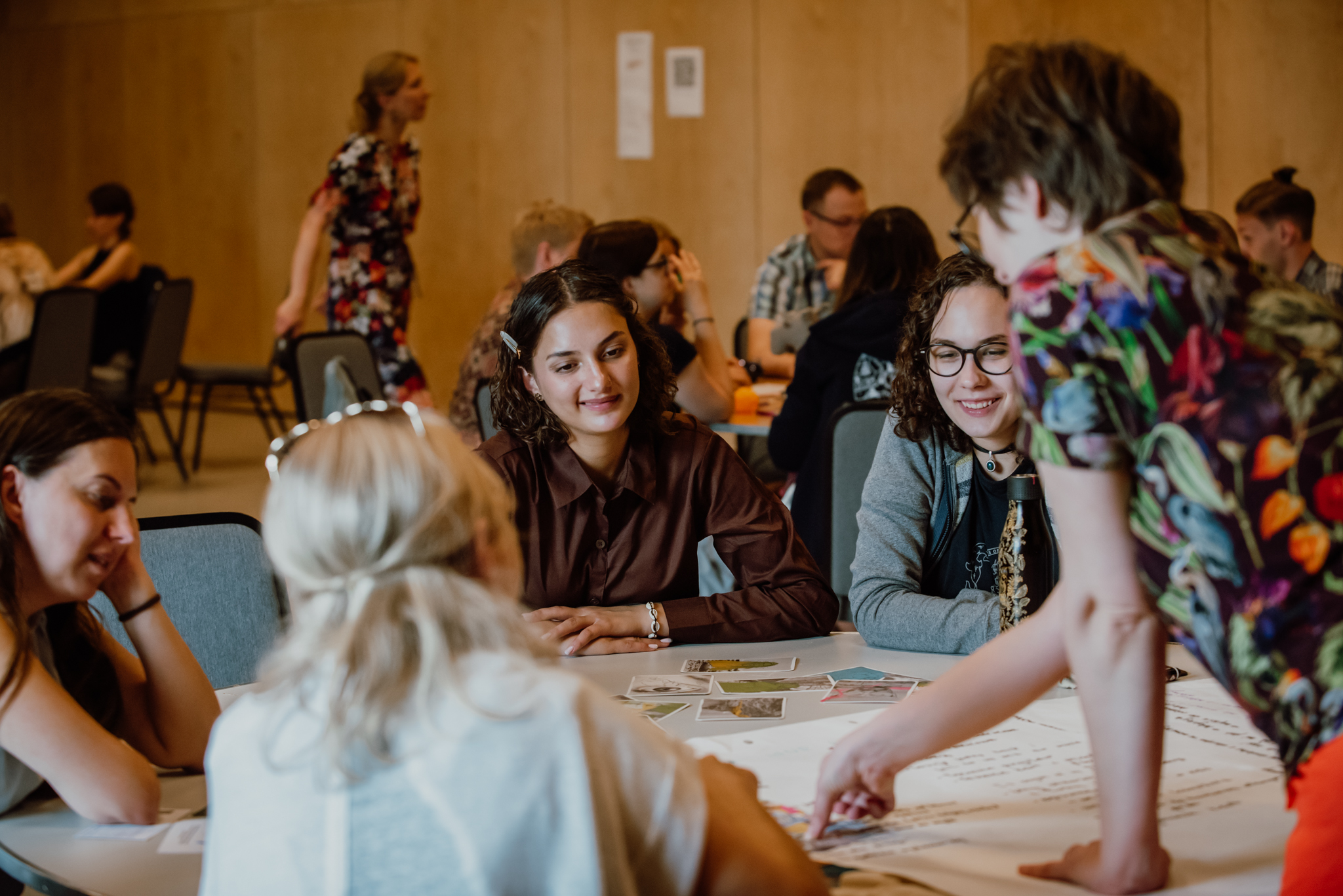
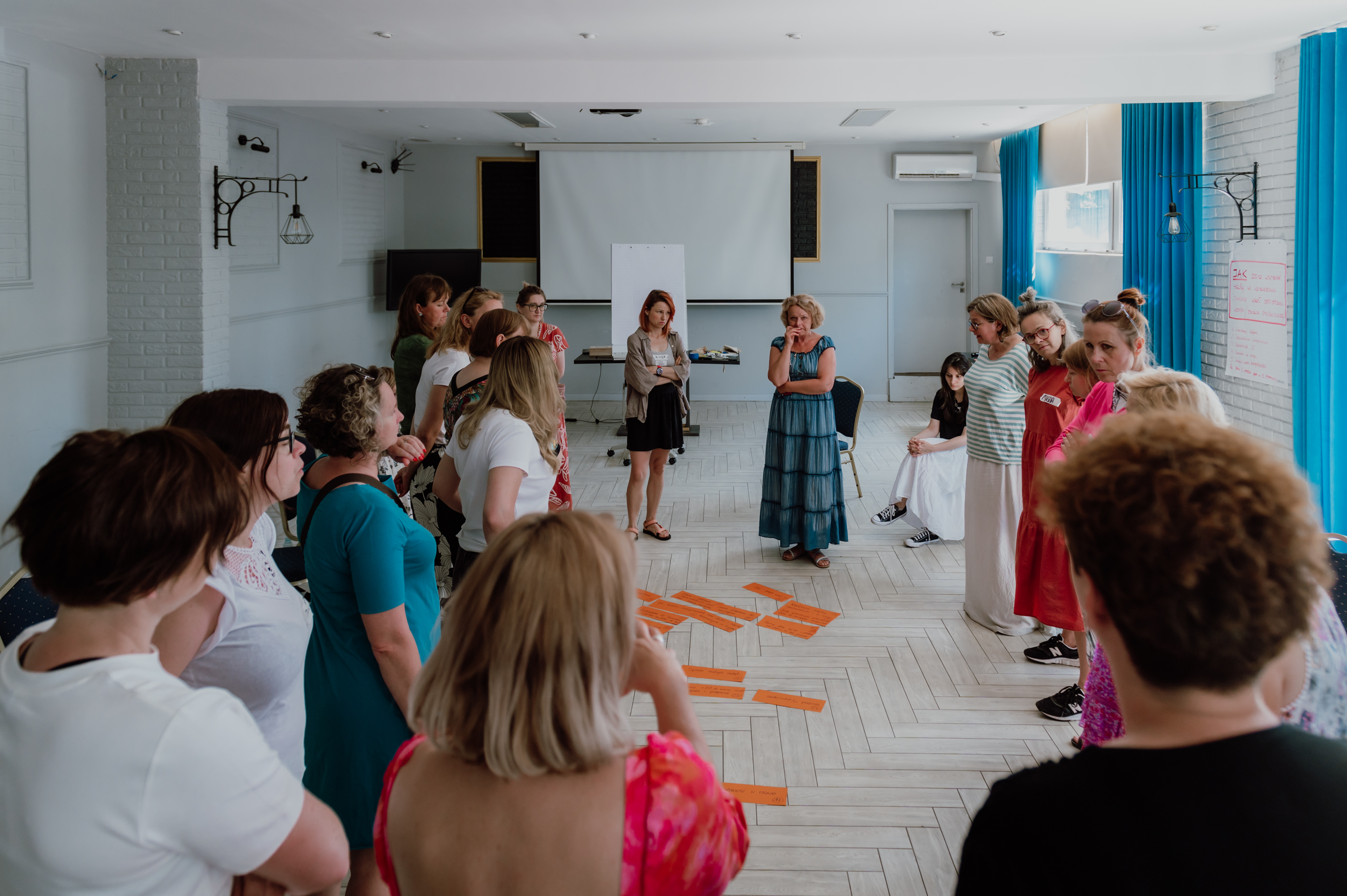
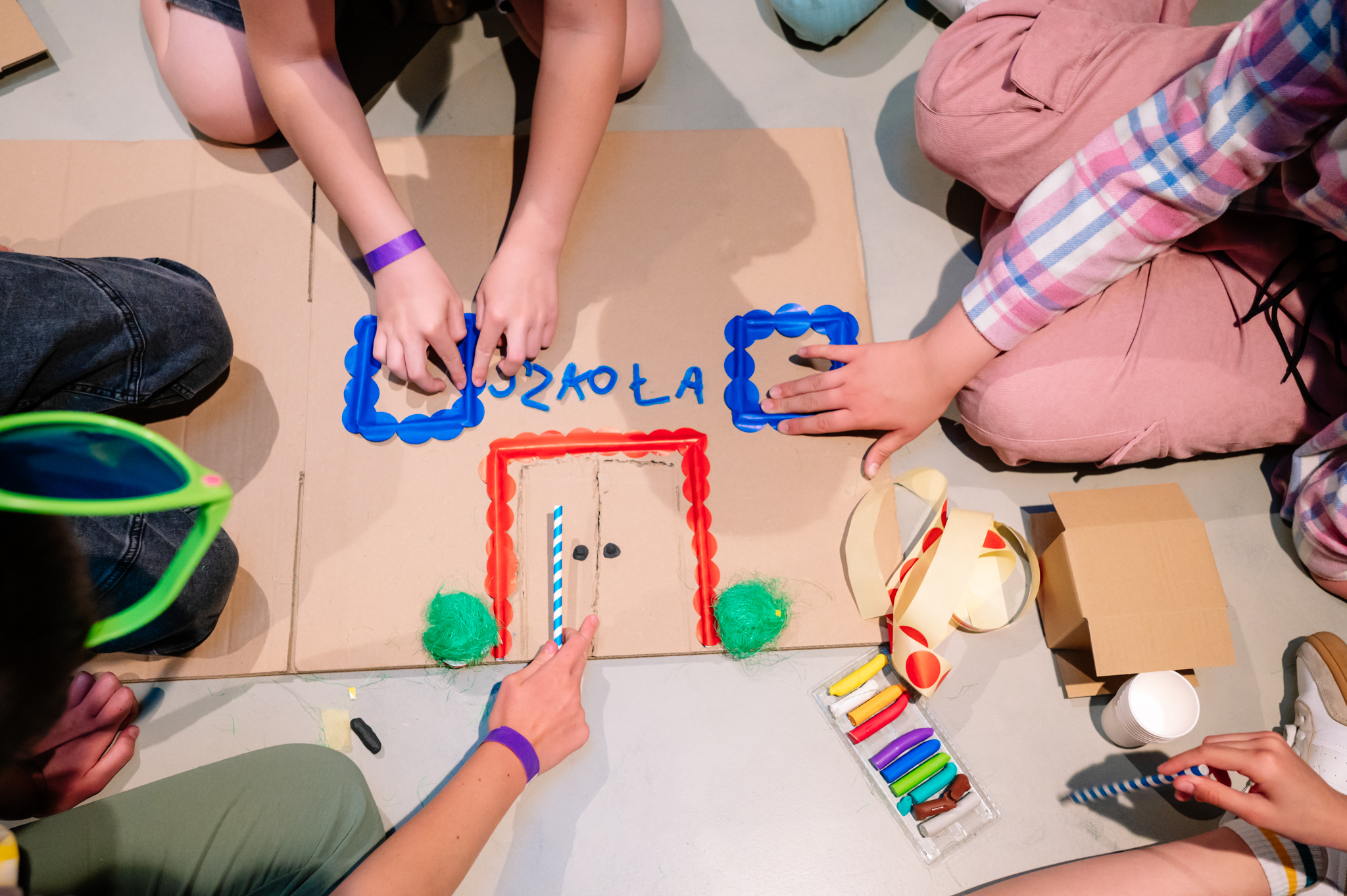
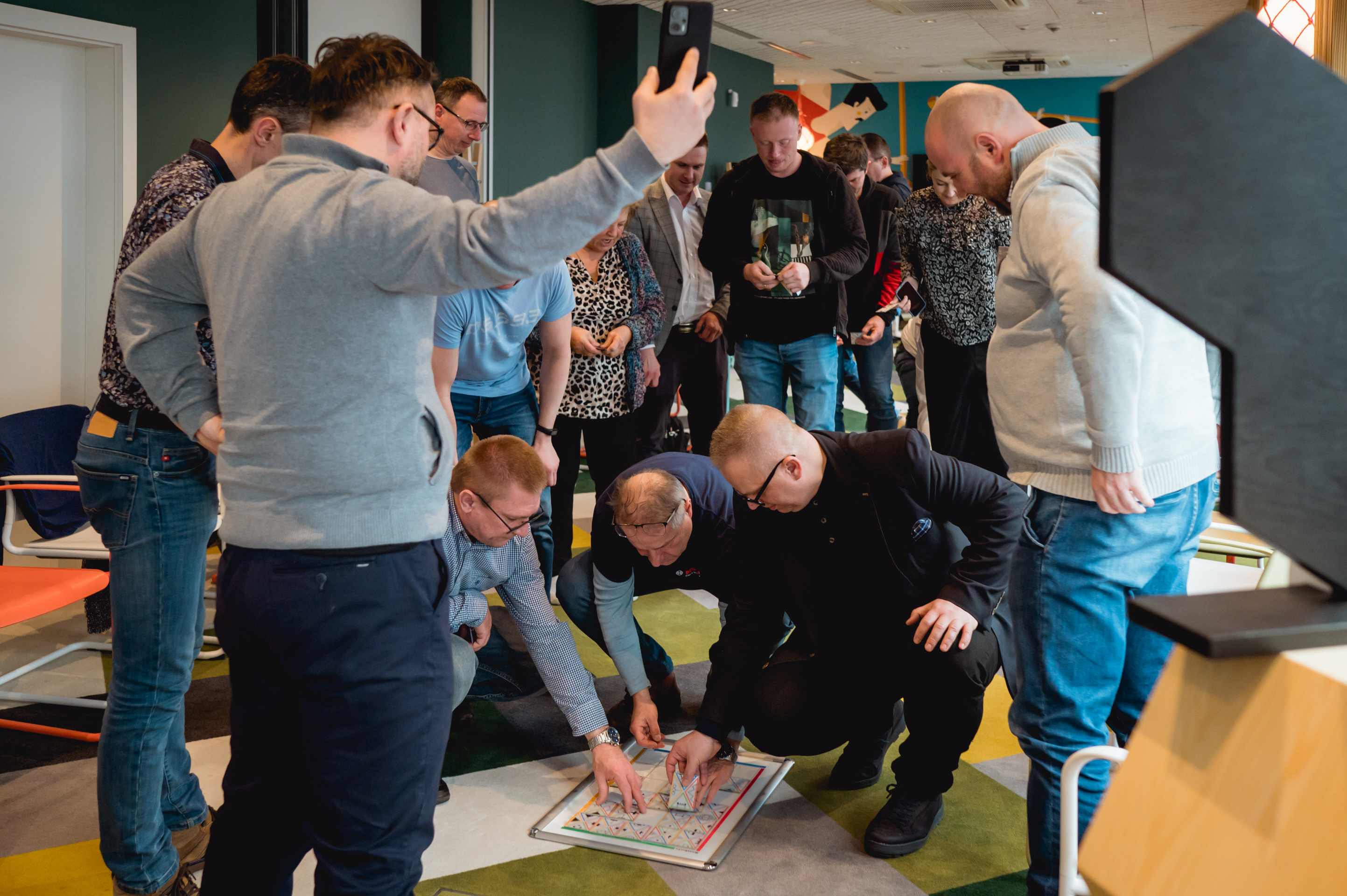
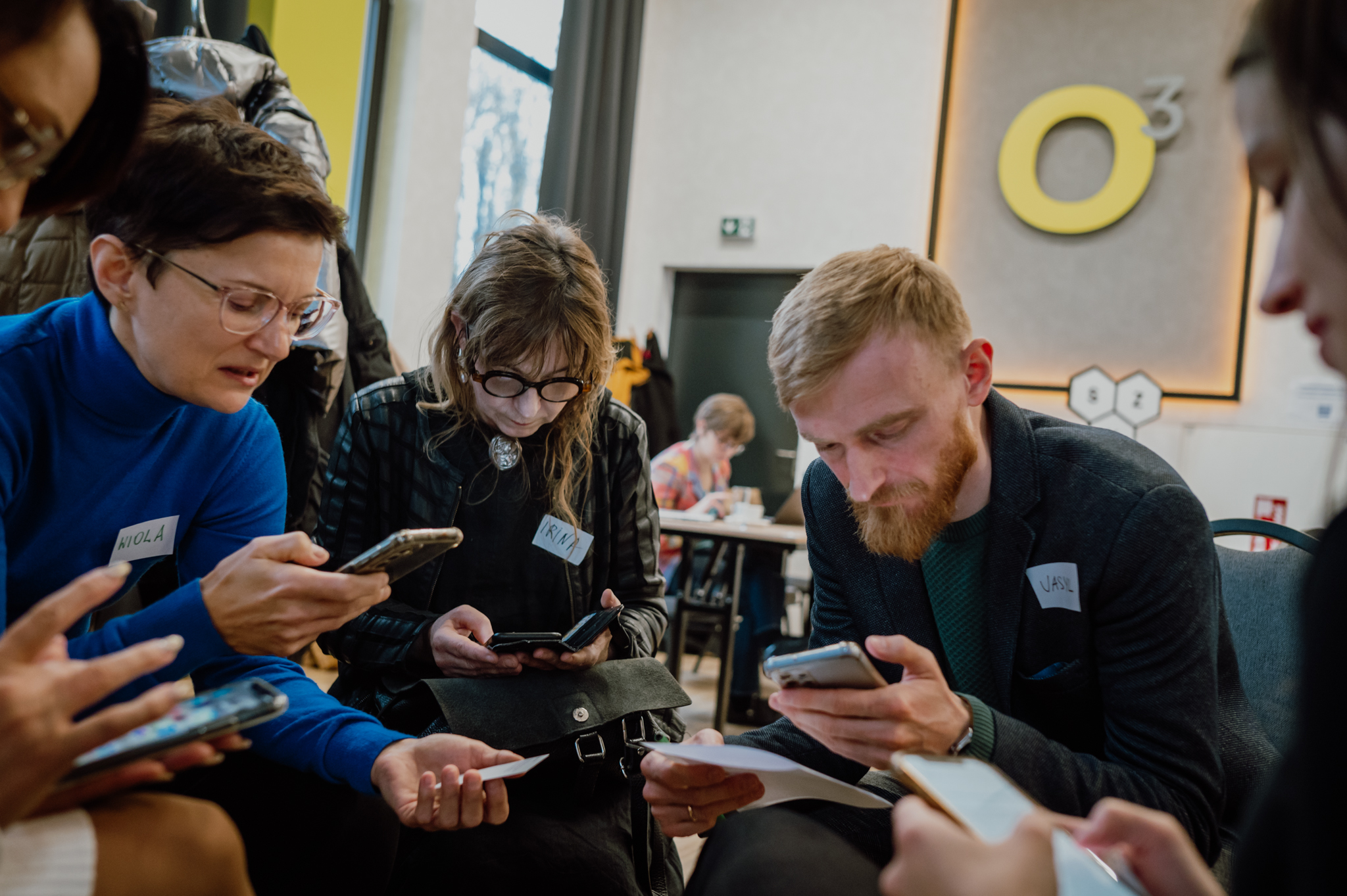
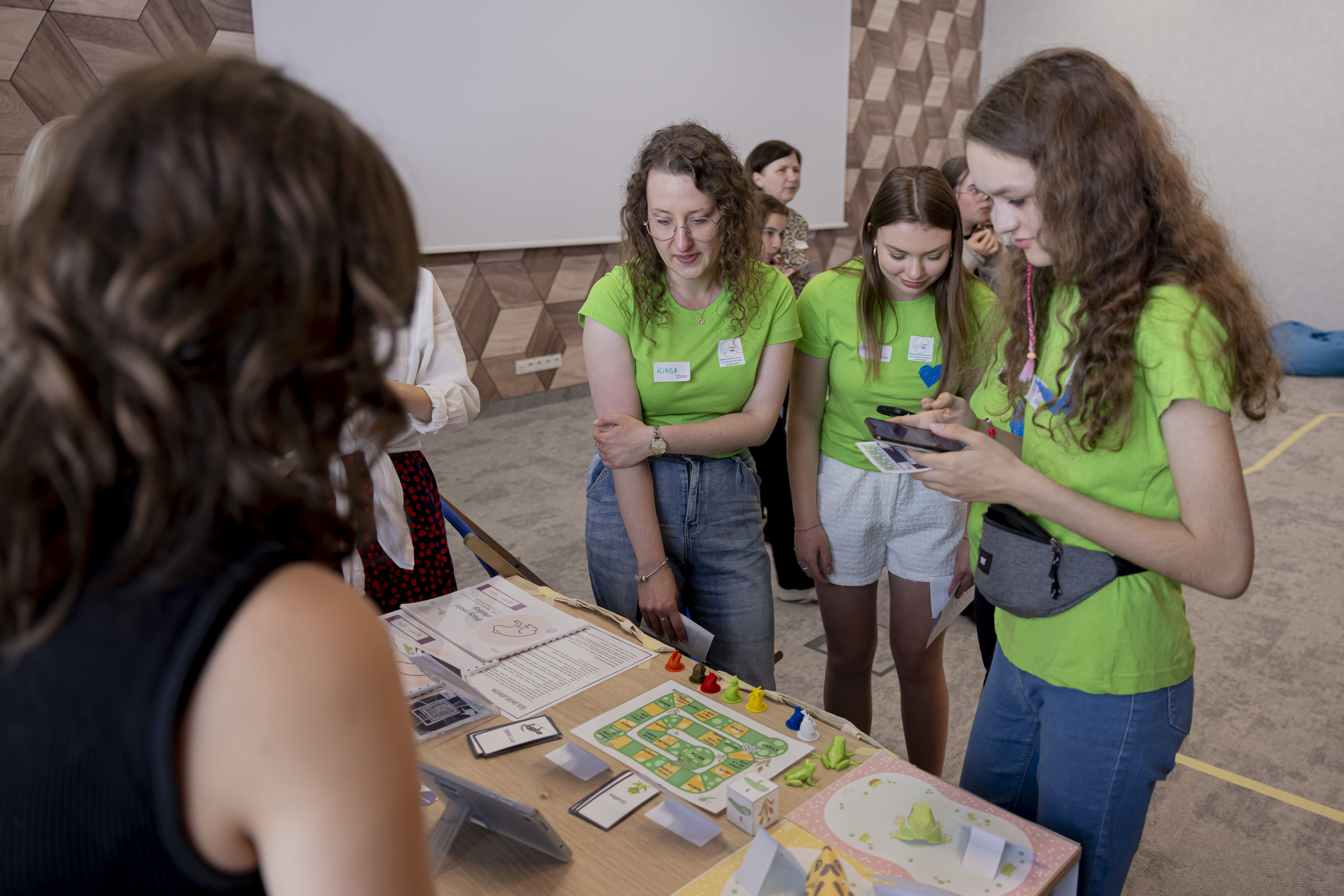